# Departamento de Mindanao y Joló
El Departamento de Mindanao y Joló (1914-1920) (en inglés Department of Mindanao and Sulu) fue una división administrativa histórica vigente durante parte de la ocupación norteamericana de Filipinas. 

## Geografía
Este departamento abarcaba la mayor parte de isla de Mindanao, excluyendo sólo las provincias de Misamis y Surigao; todo el archipiélago de Joló que incluye las islas conocidas como el Grupo de Joló, el grupo Tawi Tawi, y el resto de islas pertenecientes al archipiélago filipino situadas al sur del octavo paralelo de latitud norte, la excepción de eso la isla de Balabac, y las islas adyacentes, pero incluyendo la isla de Cagayán con islas adyacentes.
En 1916 las siete provincias  que formaban el departamento eran los siguientes:

### Agusán
La provincia de Agusan ocupaba la parte norte de la isla de Mindanao, al oeste de Surigao. Su capital es Butuan y la forman estos tres municipios: Butuán, Cabadbaran y  Talacogon.

### Bukidnon
La provincia de Bukidnon.

### Cotabato
La provincia de Cotabato se encontraba al este y al sur de la provincia de Lánao, al sur de la provincia de Bukidnon y al oeste de la provincia de Dávao. La formaban dos municipios: Cotabato y Parang.

### Dávao
La provincia de Dávao (1914-1967) ocupaba la esquina sureste de la isla de Mindanao, con las islas anexas, incluyendo las Islas Sarangani. Su territorio se abre al mar por las aguas del Golfo de Davao. Comprendía siete municipios:  Baganga, Caraga,  Cateel,  Davao, Manay, Mati y Santa Cruz.

### Lánao
La provincia de Lánao se encontraba al este de la provincia de Zamboanga y al oeste de Bukidnon, la baña por el sudoeste las aguas de la bahía Illana. La formaban tres municipios:  Dansalan, Ilagan y Malabang.

### Joló
La provincia de Joló incluía todas las islas del departamento de Mindanao y Joló situadas en el Mar de Célebes y en el Mar de Joló entre el cuarto y el octavo de los paralelos de latitud norte miente al suroeste de la línea que va hacia el noroeste y sureste y que pasa en un punto dos millas al este de la extremidad noreste de la isla de Tatalan. La formaba un único municipio: Joló.

### Zamboanga
La provincia de Zamboanga se encontraba en la parte occidental de la isla de Mindanao, e incluía todo el territorio al oeste de la frontera entre Lánao y Zamboanga, con las islas adyacentes no incluidos dentro de la provincia de Joló. La formaban estos cinco municipios: Dapitan, Dipolog, Isabela, Lubungan y Zamboanga.

## Historia
Este departamento fue un organismo de la administración colonial estadounidense en las Islas Filipinas cuyo ámbito territorial abarcaba  todas las áreas dominadas por  musulmanes. En 1912 se abre este territorio a la colonización cristiana.
Se estableció el 23 de julio de 1914 en sustitución de la Provincia del Moro después de que este se dividió en los distritos de Zamboanga, Lanao, Cotabato, Davao y Sulu.
Más tarde se incluyeron otras provincias como Agusan, Bukidnon y Surigao pero excluyendo Lanao.
En febrero de 1920 quedó abolido este departamento, y transfiriendo sus responsabilidades a la Oficina de las tribus no cristianas dependiente del Departamento del Interior.